# 维埃纳河畔波尔
維埃納河畔波尔（法語：Ports-sur-Vienne，法語發音：[pɔʁ syʁ vjɛn]；2020年2月之前名为波尔 (Ports)）是法国安德尔-卢瓦尔省的一个市镇，属于希农区。

## 地理
维埃纳河畔波尔（47°0'56"N, 0°33'14"E）面积11.01 平方千米，位于法国中央-卢瓦尔河谷大区安德尔-卢瓦尔省，该省份为法国中西部省份，北起萨尔特省、东北接卢瓦-谢尔省，东南接安德尔省，南至维埃纳省，西临曼恩-卢瓦尔省。
与维埃纳河畔波尔接壤的市镇（或旧市镇、城区）包括：吕泽、维埃纳河畔马西伊、马里尼马尔芒德、努阿特尔、皮西尼、皮勒港。
维埃纳河畔波尔的时区为UTC+01:00、UTC+02:00（夏令时）。

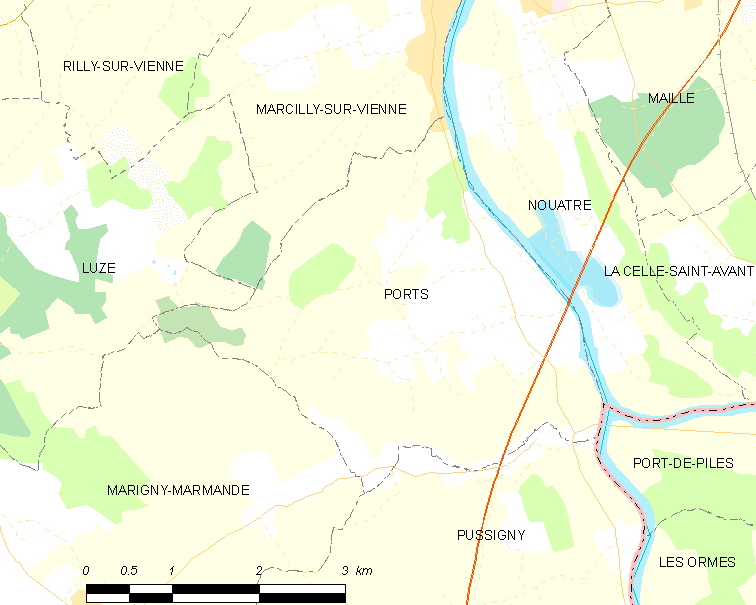
维埃纳河畔波尔的OSM定位图

## 行政
维埃纳河畔波尔的邮政编码为37800，INSEE市镇编码为37187。

## 政治
维埃纳河畔波尔所属的省级选区为图赖讷地区圣莫尔县。

## 人口

1962-2008年间维埃纳河畔波尔人口变化图示

维埃纳河畔波尔于2022年1月1日时的人口数量为353人。